# Wutong Shan

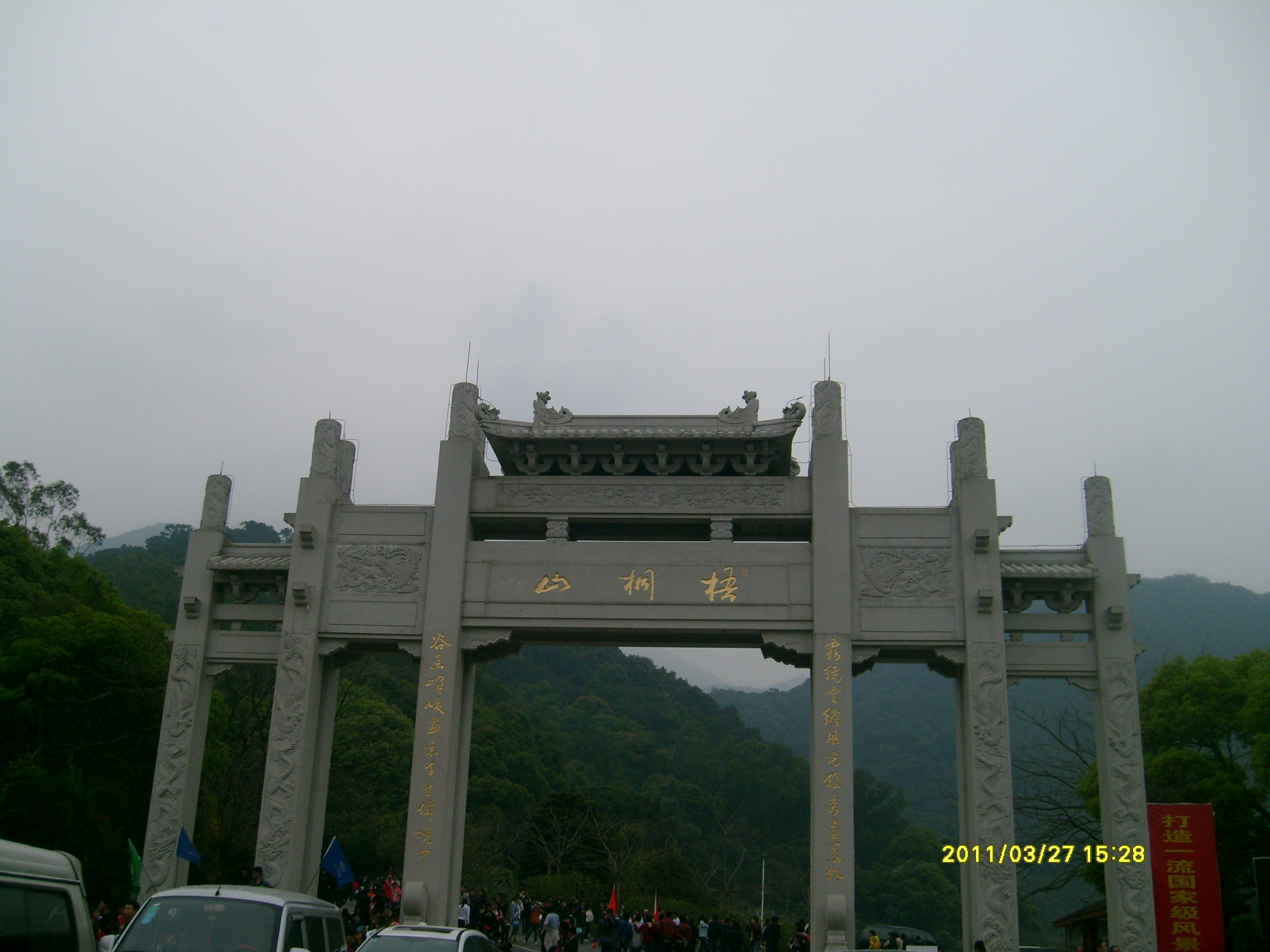

Wutong Shan is een berg vlak bij de grens tussen Shenzhen en Hongkong in Volksrepubliek China. De hoogste punt van de berg is 943,7 meter. Daarmee is het de hoogste berg van heel Shenzhen.
De berg is de bron van de Shenzhen He, een rivier dat de natuurlijke grens vormt tussen Shenzhen en Hongkong. Sinds mei 1993 staat de berg op de provinciale lijst van beroemde natuurgebieden. Op de berg staat de zendmast van Shenzhen Media Group.
Tijdens vakantiedagen zoals Chinees nieuwjaar, Qingming, Dag van de arbeid, 1 oktober en Chongyang wordt de berg druk bezocht door bergbeklimmers. Vooral tijdens de laatstgenoemde vakantiedag komen veel bezoekers. In 2010 kwamen op deze dag wel 105.000 mensen de berg beklimmen.